# Sõmeru, Estonia
Sõmeru este un târgușor (nucleu de tip urban) situat în partea de nord a Estoniei, în regiunea Lääne-Viru. Este reședința comunei Sõmeru.